# 中和殿
39°55′04″N 116°23′49″E / 39.9178°N 116.397004°E
中和殿，是北京故宫外朝三大殿之一，位于太和殿、保和殿之间。

## 历史
中和殿始建于明朝永乐十八年（1420年），当时称“华盖殿”。明朝嘉靖年间遭火灾，重修后改称“中极殿”，如今中和殿天花内构件上仍然留有明朝“中极殿”墨迹。清朝顺治二年（1645年）始改称“中和殿”。“中和”二字取自《礼记·中庸》“中也者，天下之本也；和也者，天下之道也”。

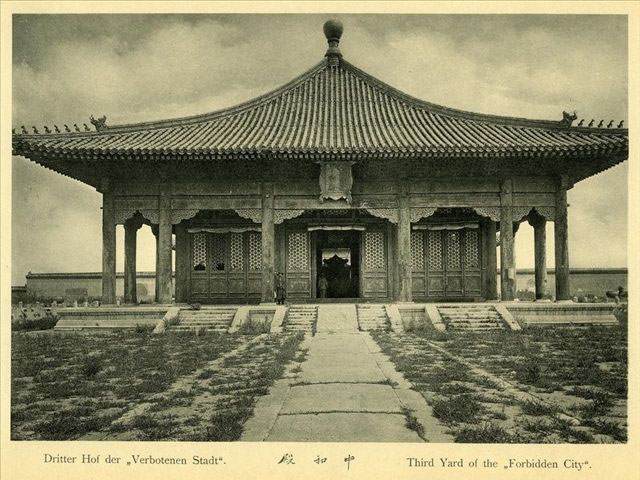
1900年的中和殿

中和殿在明、清兩朝的使用功能基本相同，主要包括：

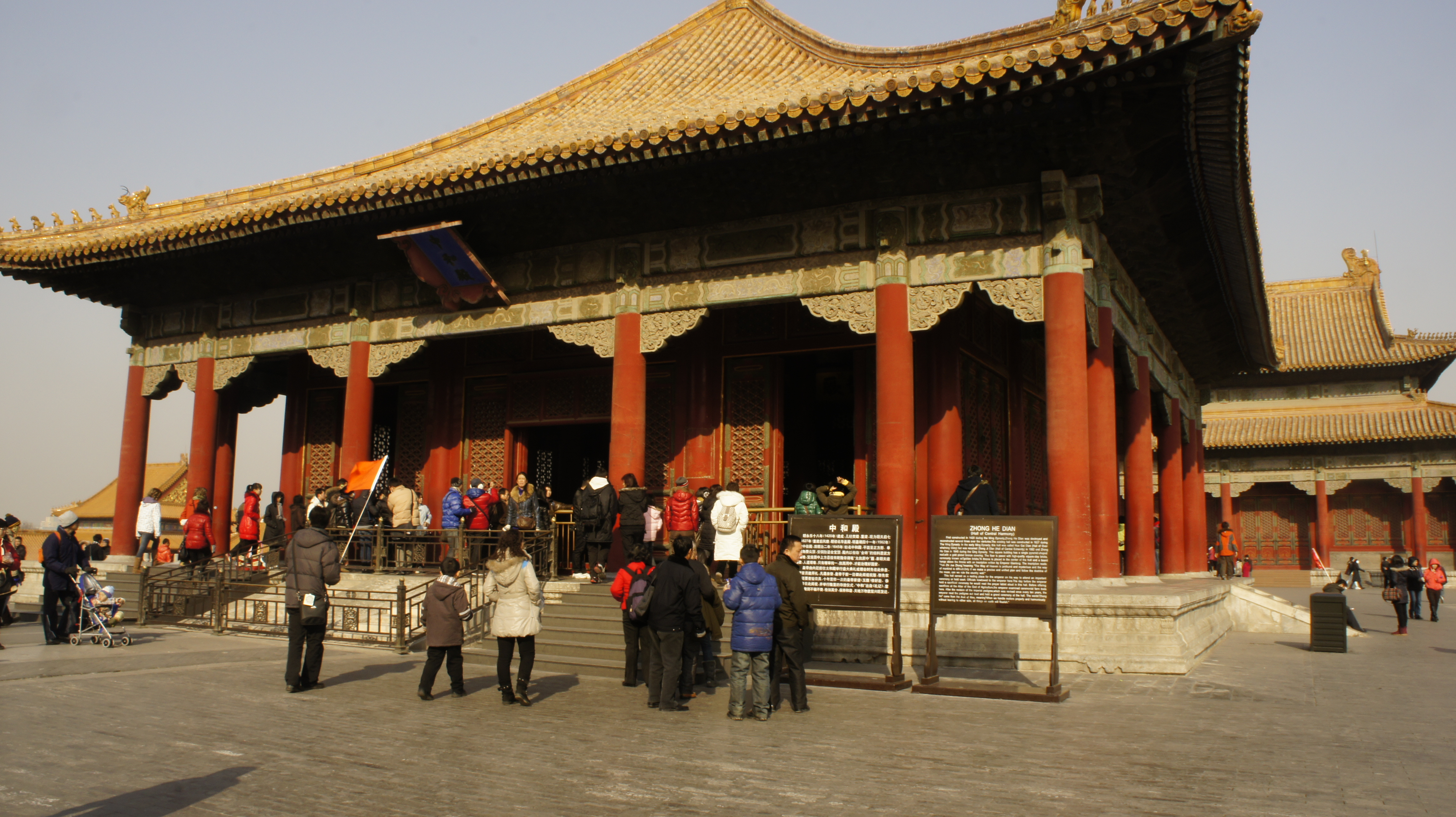
2011年的中和殿

1. 皇帝到太和殿参加各种大典前，先在中和殿小憩，并且接受执事官员的朝拜。[1][2]
2. 凡是遇到皇帝亲祭，例如祭天坛、地坛、社稷坛、太庙、先农坛，皇帝会在前一日到中和殿阅视写有祭文的祝版；祭先农坛暨举行亲耕仪式前一日，皇帝除了在此阅视祝文，还在此查验亲耕仪式要用的种子和农具。
3. 皇太后上徽号，皇帝在此阅视拟好的奏书。[1][2]
4. 清朝每七年纂修一次玉牒（即皇家家谱）。玉牒告成，恭进中和殿呈御览，同时举行隆重的玉牒存放仪式。[1][2]
5. 有时候皇帝也会在此召见官员或赐食。[2]

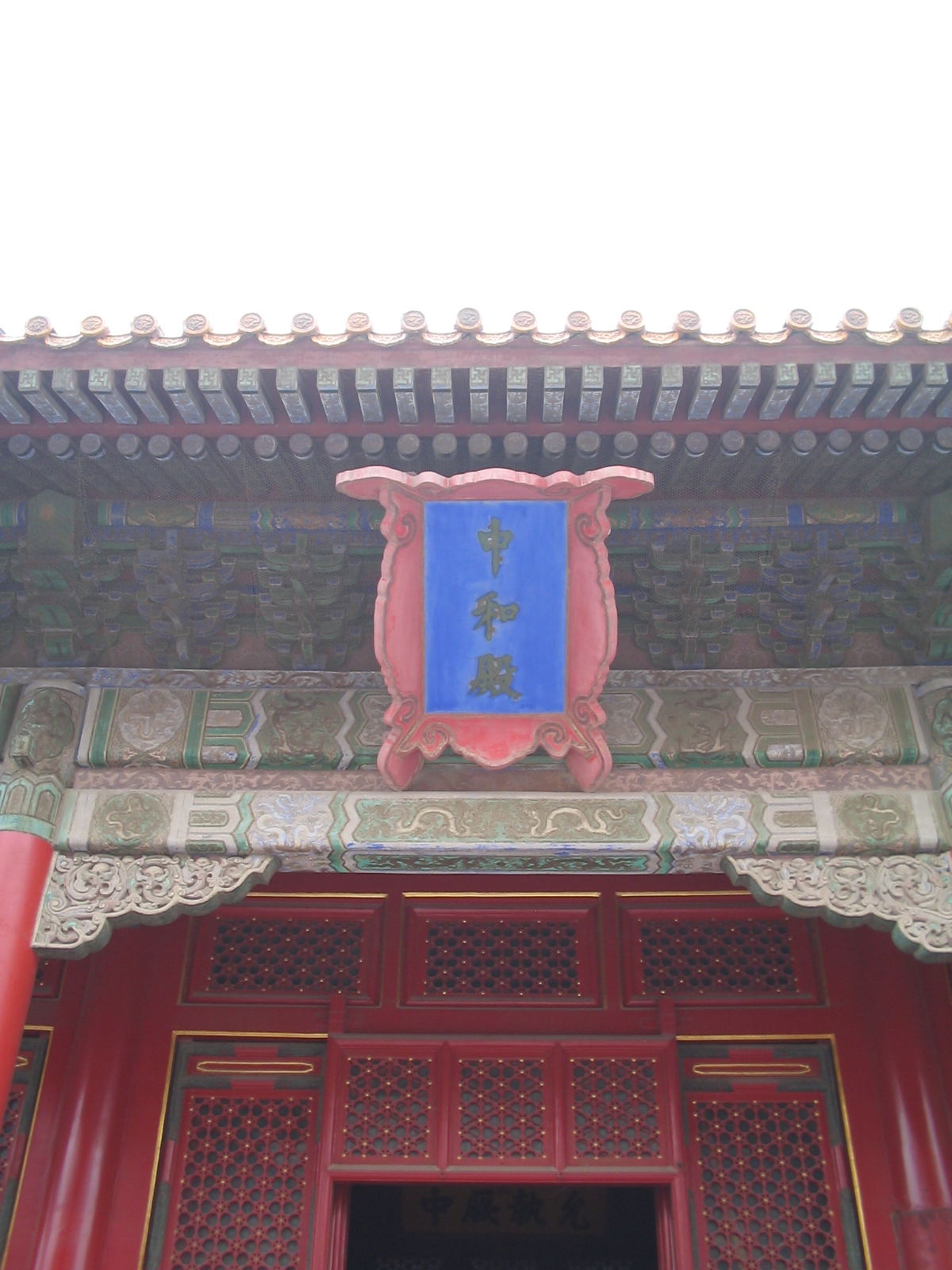
中和殿匾額

辛亥革命後，清遜帝溥仪仍居後宮。袁世凱意圖称帝时，以三大殿為宮殿，對內外裝潢有所改動。其中寫有殿名的匾額上面的滿文被鑿去，漢文移至中間。

## 建筑

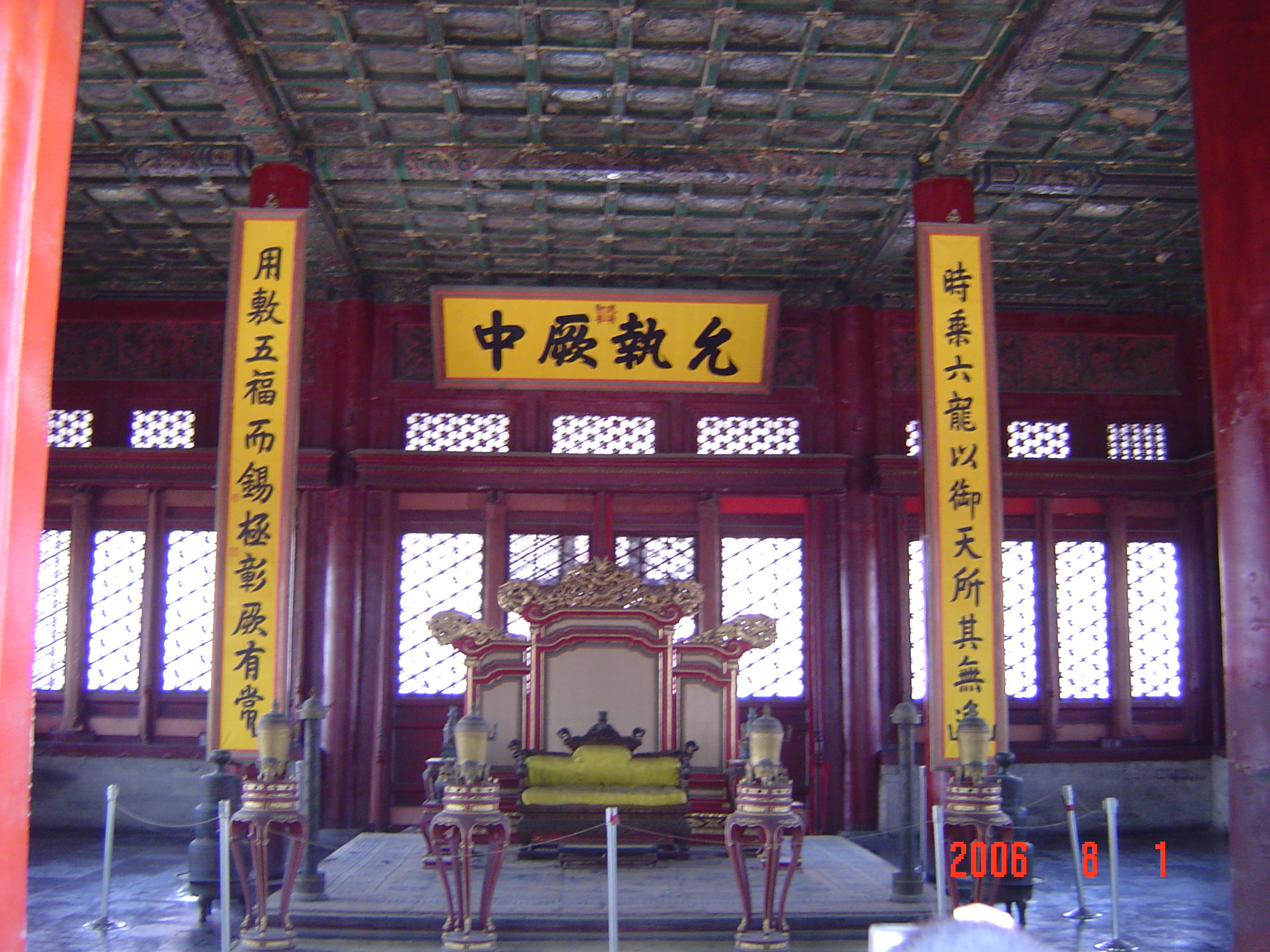
中和殿宝座

中和殿高29米，平面呈正方形，为单檐四角攒尖顶，屋面覆黄色琉璃瓦，中为铜胎鎏金宝顶。面阔三间、进深三间，四面出廊，金砖铺地，建筑面积为580平方米。中和殿的面积是三大殿中最小的。
中和殿四面开门，正面（南面）有三交六椀槅扇门12扇，东面、北面、西面有槅扇门各4扇。门前石阶南北各三出，东西各一出，中间是浮雕云龙纹御路，踏跺、垂带浅刻卷草纹。门两侧有青砖槛墙，上有琐窗。中和殿的门窗形制取自《大戴礼记》中提到的“明堂”，避免了三大殿门窗的雷同。中和殿内外檐都饰有金龙和玺彩画，天花采用沥粉贴金正面龙。殿内设有地屏宝座。
中和殿正中设有宝座，两旁陈列着两个肩舆。所谓的肩舆是皇帝乘坐的轿子中的一种，主要供皇帝在紫禁城内活动使用。宝座上方的内檐下悬挂乾隆帝御题“允执厥中”匾额，“允执厥中”源自《尚书·大禹谟》“人心惟危，道心惟微，惟精惟一，允执厥中。”两侧柱子上挂有乾隆帝御题对联：“时乘六龙以御天所其无逸，用敷五福而锡极彰厥有常。”
太和殿、中和殿、保和殿所在的台基上，设置有龙的头部形状的排水口。下雨时，排水头一起喷水，形成“千龙吐水”的景观。